# Investmentbank
En investmentbank är en värdepappersrörelse som förmedlar och ibland även emitterar finansiella tillgångar. Den ger vanligen även finansiell rådgivning och handlar för egen räkning.
Genom sin tillgång till finansiella marknader hjälper investmentbanker sina kunder att erhålla kapital genom att exempelvis emittera aktier och obligationer. Kunderna kan vara större företag eller länder som behöver låna för att täcka budgetunderskott. Investmentbanker kan även introducera större och mindre företag på en aktiebörs samt organisera sammangåenden och förvärv.

## Svenska investmentbanker
- Handelsbanken Capital Markets
- Nordea Markets
- SEB Enskilda (inkluderar Trading & Capital Markets med SEB Enskilda Equities, som bytte namn år 2005 från Enskilda Securities)
- Swedbank Markets
- Carnegie Investment Bank
- Erik Penser Bank